# ハンスース (小惑星)
ハンスース (4991 Hansuess) は小惑星帯に位置する小惑星である。サイディング・スプリング天文台のUKシュミット＝カルテック小惑星サーベイでシェルテ・バスが発見した。
オーストリア生まれの地球化学者、ハンズ・スース (ハンス・ジュースHans Eduard Suess) にちなんで名づけられた。